# Falko Weißpflog
Falko Weißpflog (* 26. März 1954 in Pleißa) ist ein ehemaliger deutscher Skispringer.

## Werdegang
Falko Weißpflog absolvierte seine ersten Sprünge auf der Skisprunganlage im Gussgrund, der zum Rabensteiner Wald bei Grüna gehört. International erfolgreich war Weißpflog vor allem von 1976 bis 1980. Zu seinen größten Erfolgen zählen die Bronzemedaille auf der Großschanze bei den Nordischen Skiweltmeisterschaften in Lahti im Jahr 1978 sowie 1976 der Skiflugweltrekord mit 174 Metern auf der Heini-Klopfer-Skiflugschanze in Oberstdorf. Weißpflog war zunächst für seine Heimat-Betriebssportgemeinschaft Motor Grüna aktiv, nachdem er mit guten Leistungen die Funktionäre überzeugt hatte, startete er ab 1973 wie sein Bruder Roland für den SC Traktor Oberwiesenthal, für den später auch Jens Weißflog Erfolge feierte.
Aufgrund seiner weiten Sprünge wurde Falko Weißpflog auch als Falke bezeichnet. Der österreichische Musiker Johann Hölzel war von Weißpflog fasziniert und wählte daraufhin seinen Künstlernamen Falco, wie er in der TV-Sendung „Auf Los geht’s los“ bekannt gab.

## Erfolge

### Nordische Skiweltmeisterschaften
- 3. Platz 18. Februar 1978 Lahti (FIN) Großschanze hinter Tapio Räisänen (FIN) und Alois Lipburger (AUT)[5]

### DDR-Meisterschaften
- 1976 – 3. Platz auf der Normalschanze hinter Jochen Danneberg und Bernd Eckstein[6]
- 1977 – 2. Platz auf der Normalschanze hinter Harald Duschek und vor Thomas Meisinger[6]
- 1978 – DDR-Meister auf der Großschanze vor Jochen Danneberg und Matthias Buse[6]
- 1979 – 3. Platz auf der Großschanze hinter Harald Duschek und Martin Weber[6]

## Statistik

### Weltcup-Platzierungen
| Saison  | Platz | Punkte |
| ------- | ----- | ------ |
| 1979/80 | 46.   | 20     |

### Skiflugweltrekord
| Ort        | Land        | Weite                    | aufgestellt am | Rekord bis   |
| ---------- | ----------- | ------------------------ | -------------- | ------------ |
| Oberstdorf | Deutschland | 174,0 m (K-Punkt: 165 m) | 5. März 1976   | 7. März 1976 |

### Schanzenrekorde
| Schanze (K-Punkt)                   | Ort        | Land        | Weite   | aufgestellt am   | Rekord bis     |
| ----------------------------------- | ---------- | ----------- | ------- | ---------------- | -------------- |
| Heini-Klopfer-Skiflugschanze (K165) | Oberstdorf | Deutschland | 174,0 m | 5. März 1976     | 7. März 1976   |
| Bergiselschanze (K106)              | Innsbruck  | Österreich  | 106,0 m | 3. Januar 1978   | 2. Januar 1980 |
| Salpausselkä-Schanzen (K113)        | Lahti      | Finnland    | 114,5 m | 26. Februar 1978 | 9. März 1980   |